# Micaria
Micaria é um gênero de aranhas terrestres que foi descrito pela primeira vez por Niklas Westring em 1851 Elas têm de 1,3 a 6,5 milímetros (0,051 a 0,256 pol.) De comprimento.
Elas são frequentemente chamadas de "formigas aranhas" devido à sua aparência e comportamento de imitação de formigas.

## Species
Até maio de 2019, este grupo continha 105 espécies e duas subespécies encontradas nas regiões zoogeográficas Holárticas, Indomalayanas, Australasianas e Afrotropicais:
- M. aborigenica Mikhailov, 1988
- M. aciculata Simon, 1895
- M. aenea Thorell, 1871
- M. albofasciata Hu, 2001
- M. albovittata (Lucas, 1846)
- M. alpina L. Koch, 1872
- M. alxa Tang, Urita, Song & Zhao, 1997
- M. beaufortia (Tucker, 1923)
- M. belezma Bosmans, 2000 – Algeria
- M. blicki Kovblyuk & Nadolny, 2008
- M. bonneti Schenkel, 1963
- M. bosmansi Kovblyuk & Nadolny, 2008
- M. braendegaardi Denis, 1958
- M. brignolii (Bosmans & Blick, 2000)
- M. browni Barnes, 1953
- M. camargo Platnick & Shadab, 1988
- M. capistrano Platnick & Shadab, 1988
- M. charitonovi Mikhailov & Ponomarev, 2008
- M. chrysis (Simon, 1910)
- M. cimarron Platnick & Shadab, 1988
- M. coarctata (Lucas, 1846)
- M. coloradensis Banks, 1896
- M. connexa O. Pickard-Cambridge, 1885
- M. constricta Emerton, 1894
- M. corvina Simon, 1878
- M. croesia L. Koch, 1873
- M. cyrnea Brignoli, 1983
- M. delicatula Bryant, 1941
- M. deserticola Gertsch, 1933
- M. dives (Lucas, 1846)
- Micaria d. concolor (Caporiacco, 1935)
- M. donensis Ponomarev & Tsvetkov, 2006
- M. elizabethae Gertsch, 1942
- M. emertoni Gertsch, 1935
- M. faltana Bhattacharya, 1935
- M. formicaria (Sundevall, 1831)
- M. foxi Gertsch, 1933
- M. fulgens (Walckenaer, 1802) (type)
- M. funerea Simon, 1878
- M. galilaea Levy, 2009
- M. gertschi Barrows & Ivie, 1942
- M. gomerae Strand, 1911
- M. gosiuta Gertsch, 1942
- M. gulliae Tuneva & Esyunin, 2003
- M. guttigera Simon, 1878
- M. guttulata (C. L. Koch, 1839)
- M. icenoglei Platnick & Shadab, 1988
- M. idana Platnick & Shadab, 1988
- M. ignea (O. Pickard-Cambridge, 1872)
- M. imperiosa Gertsch, 1935
- M. inornata L. Koch, 1873
- M. japonica Hayashi, 1985
- M. jeanae Gertsch, 1942
- M. jinlin Song, Zhu & Zhang, 2004
- M. kopetdaghensis Mikhailov, 1986
- M. langtry Platnick & Shadab, 1988
- M. lassena Platnick & Shadab, 1988
- M. laticeps Emerton, 1909
- M. lenzi Bösenberg, 1899
- M. lindbergi Roewer, 1962
- M. logunovi Zhang, Song & Zhu, 2001
- M. longipes Emerton, 1890
- M. longispina Emerton, 1911
- M. marchesii (Caporiacco, 1936)
- M. marusiki Zhang, Song & Zhu, 2001
- M. medica Platnick & Shadab, 1988
- M. mongunica Danilov, 1997
- M. mormon Gertsch, 1935
- M. nanella Gertsch, 1935
- M. nivosa L. Koch, 1866
- M. nye Platnick & Shadab, 1988
- M. otero Platnick & Shadab, 1988
- M. pallens Denis, 1958
- M. pallida O. Pickard-Cambridge, 1885
- M. palliditarsa Banks, 1896
- M. pallipes (Lucas, 1846)
- M. palma Platnick & Shadab, 1988
- M. palmgreni Wunderlich, 1980
- M. paralbofasciata Song, Zhu & Zhang, 2004
- M. pasadena Platnick & Shadab, 1988
- M. porta Platnick & Shadab, 1988
- M. pulcherrima Caporiacco, 1935
- Micaria p. flava Caporiacco, 1935
- M. pulicaria (Sundevall, 1831)
- M. punctata Banks, 1896
- M. riggsi Gertsch, 1942
- M. rossica Thorell, 1875
- M. seminola Gertsch, 1942
- M. seymuria Tuneva, 2004
- M. silesiaca L. Koch, 1875
- M. siniloana Barrion & Litsinger, 1995
- M. sociabilis Kulczyński, 1897
- M. subopaca Westring, 1861
- M. tarabaevi Mikhailov, 1988
- M. tersissima Simon, 1910
- M. triangulosa Gertsch, 1935
- M. triguttata Simon, 1884
- M. tripunctata Holm, 1978
- M. tuvensis Danilov, 1993
- M. utahna Gertsch, 1933
- M. vinnula Gertsch & Davis, 1936
- M. violens Oliger, 1983
- M. xiningensis Hu, 2001
- M. yeniseica Marusik & Koponen, 2002
- M. yushuensis Hu, 2001
- M. zonsteini (Mikhailov, 2016)